# Dehaasia
Dehaasia es un género con 53 especies de plantas con flores perteneciente a la familia Lauraceae. Es originario de Asia. El género fue descrito por Carl Ludwig Blume y publicado en  Rumphia 1: 161 en el año 1837. (Jun 1837).

## Descripción
Son arbustos  o árboles de tamaño mediano. La corteza es generalmente de color blanco, suave, como de papel, se exfolia con facilidad; con el xilema de color amarillo. Las ramillas blancas, delgadas y rígidas, con señales visibles de cicatrices producida por las hojas. Las hojas están agrupadas en el ápice de la ramilla: Las inflorescencias en panículas axilares, generalmente delgadas con muchas brácteas o pocas flores, generalmente en posición vertical y ramificada en ángulo recto. El fruto es de color negro y brillante, generalmente ovoide, rara vez globoso y con el exocarpo carnoso.

## Distribución
Se encuentran en Camboya, China, Indonesia, Laos, Malasia, Birmania, Filipinas, Tailandia, Vietnam, con el centro de la diversidad en el oeste de Malasia.

## Especies seleccionadas
- Dehaasia acuminata Koord. & Valeton
- Dehaasia annamensis Kosterm.
- Dehaasia assamica 	Kosterm.
- Dehaasia borneensis Fern.-Vill.
- Dehaasia brachybotrys 	(Merr.) Kosterm.